# Lorenzo Elízaga
Lorenzo Manuel Porfirio Elízaga y Romero Rubio, född 11 april 1903 i Mexico City, död 8 mars 1985 i Madrid, Spanien, var en mexikansk bobåkare. Han deltog vid olympiska vinterspelen 1928 i Sankt Moritz och placerade sig på 11:e plats.